# Martinkertváros
Martinkertváros vagy régebbi nevén Martintelep (szlovákul Martinská Osada vagy Martinské Predmestie) egy kertvárosi rész Miskolcon. Ellentétben sok más, a város szélén álló, külön településnek tűnő városrésszel Martintelep sosem volt önálló község.
Elsőként 1908-ban említették Martin Károlynak a rendezőpályaudvar melletti birtokaként. 
Martin Károly a miskolci tűzoltóegyesület alapítója és első parancsnoka volt, nevét a városrészben utca is viseli. A telep kialakulásakor Hejőcsaba határához tartozott és csak 1935-ben csatolták Miskolchoz.
1944. június 2-án az USA légiereje a Frantic Joe hadművelet keretében bombázta a Tiszai pályaudvart és a rendezőpályaudvart; közelsége miatt Martintelep is nagy károkat szenvedett a támadás során. Az egész városban 206-an haltak meg és 420-an sebesültek meg.
A lakóknak az utóbbi időkben nem tetszett a „Martintelep” elnevezés, mivel szerintük a „telep” szó pejoratív felhangokat hordoz, ezért 2002. szeptember 5-én hivatalosan is Martinkertvárosra változtatták a nevét, de az új név csak nagyon lassan terjedt el.

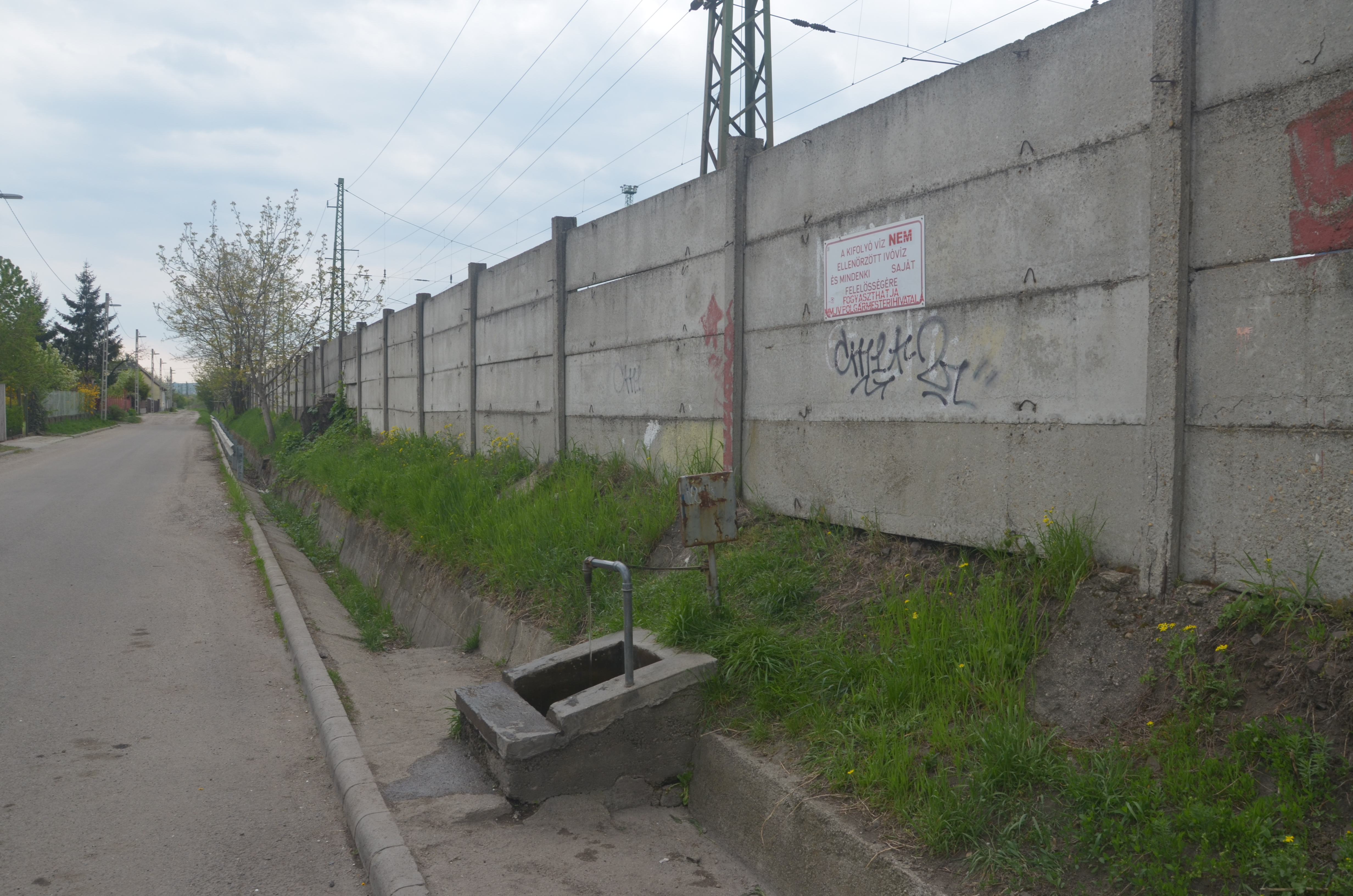
Vasas vizes kút

Martinkertváros a város egyik legbékésebb lakónegyede. Településszerkezetére a merőleges-párhuzamos
elrendezés a jellemző, mérnöki, tervezett jellege van a településrésznek. Elérhető a Búza térről (belváros) 3, 3A jelzésű autóbuszokkal.
A Kertváros rejtett értéke a vasúti sínek mellett fakadó vasas víz. A víz nem rendelkezik az az Országos Gyógyhelyi és Gyógyfürdőügyi Főigazgatóság  engedélyével, így hivatalosan nem minősül sem gyógyvíznek, sem ásványvíznek. Csupán szájhagyomány útján terjed a híre, de az ide látogatók rendszeresen fogyasztják a vizét. A kút mögötti falon az önkormányzat táblája látható, melyben felhívják a vízfogyasztók figyelmét arra, hogy a víz nem ellenőrzött ivóvíz, s csak saját felelősségre fogyasztható.